# Nostra Signora di Guadalupe e San Filippo Martire in Via Aurelia
Le titre cardinalice de Nostra Signora di Guadalupe e San Filippo Martire in Via Aurelia (Notre-Dame de Guadalupe et Saint Philippe martyr à via Aurelia) est érigé par le pape Jean-Paul II le 28 juin 1991 et rattaché à la basilique homonyme, église nationale mexicaine à Rome, construite en 1955 dans le quartier romain d'Aurelio. 

## Titulaires
- Juan Jesús Posadas Ocampo (28 juin 1991 - 24 mai 1993)
- Juan Sandoval Íñiguez (depuis le 26 novembre 1994)